# Альберт Цімметер
Альберт Цімметер (нім. Albert Zimmeter, 5 липня 1848, Інсбрук — 15 грудня 1897, там же) — австрійський ботанік.

## Біографія
Альберт Цімметер народився в місті Інсбрук 5 липня 1848 року. Працював викладачем в місцевій середній школі.
У 1875 році опублікована його робота Verwandtschaftsverhältnisse und geographische Verbreitung der in Europa einheimischen Arten der Gattung Aquilegia.
Альберт Цімметер помер в місті Інсбрук 15 грудня 1897 року.

## Наукові роботи
- Verwandtschaftsverhältnisse und geographische Verbreitung der in Europa einheimischen Arten der Gattung Aquilegia. 1875.
- Zur Frage der Einschleppung und Verwilderung von Pflanzen. In: Plant Systematics and Evolution. 38, Nr. 5, Springer, Wien Mai 1888.
- Aquilegia Einseleana F. Schultz und thalictrifolia Schott. In: Plant Systematics and Evolution. 43, Nr. 5, Springer, Wien Mai 1893.